# Дондушень (село)
Дондушень (рум. Donduşeni) — село в Молдові в Дондушенському районі. Утворює окрему комуну.